# كولمان دومينغو
كولمان دومينغو (بالإنجليزية: Colman Domingo)‏ مواليد 28 نوفمبر 1969 في فيلادلفيا، هو ممثل ومخرج أمريكي.

## الأعمال

### أفلام
- لينكون (2012)
- 42 (2013) (بدور: لوسون بومان)
- رئيس الخدم (2013)
- سيلما (2014)
- ولادة أمة (2016)

### مسلسلات
- القانون والنظام: النية الإجرامية
- اخشوا الموتى السائرون
- الموهبة
- لوسيفر
- بوجاك هورسمان

## روابط خارجية
- كولمان دومينغو على موقع IMDb (الإنجليزية)
- كولمان دومينغو على موقع ألو سيني (الفرنسية)
- كولمان دومينغو على موقع ميوزك برينز (الإنجليزية)
- كولمان دومينغو على موقع أول موفي (الإنجليزية)
- كولمان دومينغو على موقع قاعدة بيانات برودواي على الإنترنت (الإنجليزية)
- كولمان دومينغو على موقع ديسكوغز (الإنجليزية)
- كولمان دومينغو على موقع قاعدة بيانات الفيلم (الإنجليزية)
- كولمان دومينغو على موقع كينوبويسك (الروسية)